# Radunje
Radunje (Servisch cyrillisch Радуње) is een plaats in de Servische gemeente Brus. De plaats telt 87 inwoners (2002).